# Paraprotus atroluteus
Paraprotus atroluteus is een hooiwagen uit de familie Cosmetidae.